# Celso Ortiz
Celso Fabián Ortiz Gamarra (Asunción, Paraguay; 26 de enero de 1989) es un futbolista paraguayo, juega como centrocampista y actualmente se encuentra en Club Nacional de la Primera División de Paraguay.

## Trayectoria

### Cerro Porteño
Ingresó a las divisiones inferiores del Cerro Porteño a los 9 años de edad. En el 2008, bajo la dirección técnica de Javier Torrente, hizo su debut en Primera División. En el Torneo Apertura 2009 se consolidó en el primer equipo convirtiendo goles muy importantes para su club, con el que luego logró consagrarse como campeón de dicho torneo y más tarde, en el segundo semestre, avanzar hasta la semifinal de la Copa Sudamericana 2009. Se caracteriza por su buen remate de cara

### AZ Alkmaar
Luego del excelente torneo que hizo en Paraguay, levantó el interés de varios clubes de Europa para ficharlo. Al final el que logró hacerse con sus servicios es el AZ Alkmaar. El 26 de agosto de 2009, luego de superar la revisión médica, rubrica la firma del contrato que le une a la entidad holandesa por cuatro años y medio a partir del mercado de invierno europeo (enero de 2010).

### Monterrey
Llega como refuerzo para el Torneo Apertura 2016.

## Selección nacional
Ha sido internacional con la selección de Paraguay para menores de 20 años. En septiembre de 2009 disputó el Mundial de la categoría celebrado en Egipto.

### Participaciones en Eliminatorias al Mundial
| Eliminatorias                 | Resultado | Partidos | Goles |
| ----------------------------- | --------- | -------- | ----- |
| Eliminatorias Mundial de 2018 | 7° lugar  | 3        | 0     |

### Participaciones en Copa América
| Torneo            | Sede           | Resultado        | Partidos | Goles |
| ----------------- | -------------- | ---------------- | -------- | ----- |
| Copa América 2016 | Estados Unidos | Primera fase     | 3        | 0     |
| Copa América 2019 | Brasil         | Cuartos de final | 3        | 0     |

## Clubes
| Club          | País         | Año       |
| ------------- | ------------ | --------- |
| Cerro Porteño | Paraguay     | 2008-2009 |
| AZ Alkmaar    | Países Bajos | 2010-2016 |
| CF Monterrey  | México       | 2016-2023 |

## Estadísticas
Actualizado el 23 de diciembre de 2023.
| Cerro Porteño Paraguay |               |               |     |    |    |    |    |     |     |    |
| 1.ª | 2008          | 12            | 2   | -  | -  | -  | -  | 12  | 2   |    |
| 1.ª | 2009          | 23            | 3   | -  | -  | 3  | 0  | 26  | 3   |    |
| Total club | Total club    | 35            | 5   | 0  | 0  | 3  | 0  | 38  | 5   |    |
| AZ Alkmaar · Países Bajos |               |               |     |    |    |    |    |     |     |    |
| 1.ª | 2009/10       | 6             | 0   | 0  | 0  | 0  | 0  | 6   | 0   |    |
| 1.ª | 2010/11       | 13            | 1   | 1  | 0  | 5  | 0  | 19  | 1   |    |
| 1.ª | 2011/12       | 4             | 0   | 2  | 0  | 7  | 0  | 13  | 0   |    |
| 1.ª | 2012/13       | 4             | 0   | 0  | 0  | 0  | 0  | 4   | 0   |    |
| 1.ª | 2013/14       | 31            | 1   | 3  | 0  | 10 | 1  | 44  | 2   |    |
| 1.ª | 2014/15       | 24            | 0   | 3  | 0  | 0  | 0  | 27  | 0   |    |
| 1.ª | 2015/16       | 18            | 0   | 2  | 0  | 6  | 0  | 26  | 0   |    |
| Total club | Total club    | 100           | 2   | 11 | 0  | 28 | 1  | 139 | 3   |    |
| Monterrey · México |               |               |     |    |    |    |    |     |     |    |
| 1.ª | 2016/17       | 28            | 1   | 2  | 0  | 1  | 0  | 31  | 1   |    |
| 1.ª | 2017/18       | 31            | 2   | 3  | 0  | -  | -  | 34  | 2   |    |
| 1.ª | 2018/19       | 34            | 1   | 7  | 0  | 7  | 0  | 48  | 1   |    |
| 1.ª | 2019/20       | 32            | 0   | 3  | 0  | 1  | 0  | 36  | 0   |    |
| 1.ª | 2020/21       | 33            | 0   | -  | -  | -  | -  | 33  | 0   |    |
| 1.ª | 2021/22       | 32            | 0   | -  | -  | 7  | 0  | 39  | 0   |    |
| 1.ª | 2022/23       | 40            | 0   | -  | -  | -  | -  | 40  | 0   |    |
| 1.ª | 2023          | 3             | 0   | -  | -  | -  | -  | 3   | 0   |    |
| Total club | Total club    | 233           | 4   | 15 | 0  | 16 | 0  | 264 | 4   |    |
| Pachuca · México |               |               |     |    |    |    |    |     |     |    |
| 1.ª | 2023/24       | 11            | 0   | -  | -  | -  | -  | 11  | 0   |    |
| Total club | Total club    | 11            | 0   | 0  | 0  | 0  | 0  | 11  | 0   |    |
| Total carrera | Total carrera | Total carrera | 379 | 11 | 26 | 0  | 47 | 1   | 452 | 12 |
| (1)Incluye datos de la Copa de los Países Bajos; la Supercopa de los Países Bajos (2013/14); los Play-offs para la Europa League de la Eredivisie (2013/14) (2)Incluye datos de la Liga Europea de la UEFA (2012/13, 2013/14) |               |               |     |    |    |    |    |     |     |    |

### Goles en la UEFA Europa League
| Resultados | Resultados | Resultados | Resultados | Lugar   | Estadio    | Fecha                  | Temporada | Gol(es) |
| ---------- | ---------- | ---------- | ---------- | ------- | ---------- | ---------------------- | --------- | ------- |
| AZ Alkmaar | 1          | 0          | Shakhter   | Alkmaar | AZ Stadion | 7 de noviembre de 2013 | 2013-2014 | 1 gol   |

Para un total de 1 gol.

## Palmarés

### Campeonatos nacionales
| Título                   | Club           | País         | Año     |
| ------------------------ | -------------- | ------------ | ------- |
| Torneo Apertura          | Cerro Porteño  | Paraguay     | 2009    |
| Copa de los Países Bajos | AZ Alkmaar     | Países Bajos | 2012-13 |
| Copa MX                  | C.F. Monterrey | México       | 2017    |
| Liga MX                  | C.F. Monterrey | México       | 2019    |
| Copa MX                  | C.F. Monterrey | México       | 2019-20 |

#### Campeonatos internacionales
| Título                        | Club           | País              | Año  |
| ----------------------------- | -------------- | ----------------- | ---- |
| Liga Campeones de la Concacaf | C.F. Monterrey | América del Norte | 2019 |
| Liga Campeones de la Concacaf | C.F. Monterrey | América del Norte | 2021 |